# Čarobnjak
Čarobnjak (lat. magus), prema tradiciji, osoba koja je inicirana u okultna znanja i provodi ih u praksi. Za razliku od poklonika narodne magije, vjerovalo se da se čarobnjaštvom bave uglavnom obrazovani ljudi s ciljem otkrivanja tajnih znanja o smislu života i skrivenim silama prirode koja su nekoć poznavali svećenici drevnih kultova. Praktičari magije koristili su se u svojim obredima brojnim pomagalima, poput grimorija, talismana, svijeća, ogledala, bodeža i druge obredne opreme.

## Etimologija
Latinski naziv za čarobnjaka (magus) potječe od naziva zoroastrinih svećenika (magi). Preko njih razvio se grčki izraz magos (μάγος), po kojima je nastao i sam naziv magija.
Hrvatski oblik nastao je od glagola čarati, što bi značilo da je čarobnjak osoba koja izvodi čarolije, koja čara. Osim ovog naziva, u Hrvatskoj se spominju još neki, poput grabancijaša i nigromanta.
Grabancijaš je, prema narodnom vjerovanju, student koji je završivši dvanaest bogoslovnih škola, izučio i trinaestu, vilenjačku ili đavolju školu, koja mu omogućuje zapovjedanje vragovima, jahanje na zmaju i ulazak u vrzino kolo. Nigromant je, također, oznaka za čarobnjaka, osobito onog koji je ovladao nigromantijom (crnom vještinom). Kod nas se ponekad za čarobnjaka upotrebljava i izraz - mag.

## Obredna oprema čarobnjaka
Čarobnjak je kod izvođenja obreda koristio brojna pomagala koja su mu, prema vjerovanjima, pomagala proizvesti natprirodan učinak. Među važnim obrednim predmetima je i čarobnjakova odora koja se većinom izrađivala od bijelog lanenog platna, dok se čarobnjačka kapa izrađivala od svjetle kože. Obuću i odjeću je čarobnjak trebao izraditi sam i to u sate kada, prema astrološkim pravilima, vlada Saturn.
Od ostale opreme čarobnjaci su koristili knjigu čarolija, nazivanu grimorij, magična ogledala pomoću kojih su prizivali mrtve ili razne demonske i anđeoske sile, zatim talismane za zaštitu od zlih utjecaja i privlačenje željenih sila i situacija, magijski nož ili athame te čarobni štap koji je trebao biti izrađen od točnog određenih vrsta drva i u određene sate i doba godine.
Prilikom izvođenja magijskih rituala, čarobnjaci su koristili magijski krug, magijske kvadrate, magijske pečate i pentakle, a pri čaranju upotrebljavali su i figurice, dok su crni čarobnjaci koristili u obredima i krv žrtvovanih životinja te su sklapali saveze s vragom.

## Povijesne osobe
Prvobitni čarobnjaci u drevnim društvima bili su šamani, koji su u svojem okruženju igrali ulogu duhovnih vođa, iscjelitelja, predkazivača božanske volje, psihologa i savjetnika.
U biblijskim i mitološkim izvorima spominju se osobe poput Šimuna Maga, Vještice iz Endora, Salomona, Medeje i Merlina, ali jednako tako, nailazimo i na niz povijesnih osoba čija se imena, bilo stvarno bilo legendarno, vezuju uz pojam magije. U antici poznate su osobe poput Apolonija iz Tijane († 96./98.), Apuleja (o. 125.-o. 180.) i Jambliha (o. 250. – 330.) čije je ezoterično znanje bilo većinom zasnovano na tradicionalnim misterijskim školama i novoplatonističkoj tradiciji.
U srednjem vijeku opstao je, unatoč širenju kršćanstva, ostatak poganskih vjerovanja keltsko-germanske provinijencije, koje su u kombinaciji s istočnjačkim hermetizmom i alkemijom, njegovali Albert Veliki (o. 1200. – 1280.), Michael Scot (o. 1175. – 1236.), Roger Bacon (o. 1214. – 1294.), a prema legendi i Gerbert d'Aurillac (o. 945. – 1003.).
Najvažniji pobornici okultistične tradicije u razdoblju humanizma i renesanse bili su Marsilio Ficino (1433. – 1499.), Pico della Mirandola (1463. – 1494.), Giambattista della Porta (1535. – 1615.), Johann von Tritheim (1462. – 1516.), Heinrich Cornelius Agrippa (1486. – 1535.), Paracelsus (1493. – 1541.) i legendarni Johann Georg Faust (1466./80. – 1539.), dok su tijekom druge polovice 16. stoljeća značajni engleski okultisti dr. John Dee (1527. – 1608.) i Edward Kelley (1555. – 1597.).
Tijekom prosvjetiteljstva opada zanimanje za tzv. okultne znanosti, a od 17. stoljeća umjesto individualnih magova razvijaju se ezoterične sljedbe poput rozenkrojcera, iluminata i slobodnih zidara. U to vrijeme istaknuli su se šarlatan i prevarant grof Alessandro Cagliostro (1743. – 1795.) i grof Saint-Germain (1690. – 1784.).
Nakon obnove zanimanja za magiju i ostale okultne znanosti od sredine 19. stoljeća, pojavio se niz modernih okultista među kojima su istaknutiji Eliphas Levi (1810. – 1875.), Aleister Crowley (1875. – 1947.), Dion Fortune (1890. – 1946.) i Israel Regardie (1907. – 1985.). Istovremeno, osnovana su i nova ezoterična društva poput Zlatne zore i O.T.O.-a u kojima se podučavaju tzv. tajna znanja.

## U legendama i popularnoj kulturi
Čarobnjaci i čarobnice likovi su mnogih antičkih mitova. Štoviše, božanstva mnogih mitologija posjedovala su čarobne moći i smatrani su zaštitnicima magije, tajnog znanja i čarobnjaštva uopće:
- Hekata
- Hermes Trismegistos
- Kirka
- Medeja
- Merlin

U suvremenoj književnosti osobito su popularni Harry Potter naslovni junak iz zbirke knjiga J. K. Rowling, kao i Gandalf iz Tolkienovih djela Hobbit i Gospodar prstenova.